# Македоній І Константинопольський
Македоній (грец. Μακεδόνιος; помер після 360) — грецький архієпископ Константинополя в 342—346 і в 351—360 роках. Він надихнув на створення пневматомахів (також званих македонянами), секти, пізніше оголошеної єретичною.

## Біографія
Після смерті єпископа Александра в 336 році його православні послідовники підтримали Павла I Константинопольського. З іншого боку, аріани згуртувалися навколо Македонія. Перший був висвячений на єпископа, але не довго протримав єпископство. Напіваріанський імператор Констанцій II прибув до Константинополя, скликав синод аріанських єпископів, вигнав Павла I і, на розчарування Македонія, перевів Євсевія Нікомедійського на вакантну кафедру. Вважалося, що це було в 338 році.
Смерть Євсевія в 341 році відновила змагання дії між прихильниками Павла та Македонія. Павло повернувся і був введений в Іринську церкву Константинополя. Аріанські єпископи негайно висвятили Македонія в церкві св. Павла. Конфлік став настільки сильним, що Констанцій послав свого полководця Гермогена вигнати Павла вдруге. Його солдати зустріли відкритий опір; генерала вбили, а його тіло потягнули містом.
Констанцій негайно покинув Антіохію і покарав Константинополь, позбавивши людей половини добового зерна. Павла вигнали; Македонія було суворо звинувачено за його участь у цих заворушеннях і за те, що він дозволив бути висвяченим без імператорської санкції; але над усіма тріумфували аріани. Македонію було дозволено служити в церкві, в якій він був освячений. Павло поїхав до Риму, і він, Афанасій Александрійський та інші православні єпископи, вигнані з престолів, були відіслані Папою Юлієм I з листами з докором тим, хто їх скинув. Філіп, префект, виконав нові накази імператора, поспішивши відправити Павла у вигнання до Солуня, і відновити Македонія, але не без кровопролиття.
Македоній обіймав кафедру близько шести років, у той час як листи та делегати, папа та імператори, синоди та контрсиноди обговорювали та оскаржували поводження з Павлом та Афанасієм. У 349 році альтернатива війни, запропонована Константом, імператором Заходу, спонукала Констанція відновити Павла; і Македонію довелося відійти до приватної церкви. Вбивство Константа в 350 році поставило Схід під одноосібний контроль Констанція, і Павло був негайно вигнаний. Після цього вийшли імперські укази, які дозволяли аріанам претендувати на те, що вони є домінуючою фракцією в церкві.
Кажуть, що Македоній сигналізував про своє повернення до влади вчинками, які, якщо повідомити правду, таврують його як жорстокого фанатика. Новаціаністи постраждали, можливо, навіть страшніше, ніж ортодоксальні, і деякі з них зазнали відчайдушного опору: константинопольські вірні вивозили матеріали своєї церкви до далекого передмістя міста; ті, що в Мантиніумі в Пафлагонії, наважилися зіткнутися з імперськими солдатами, посланими вигнати їх з дому. «Подвиги Македонія, — каже Сократ Схоластик, — від імені християнства полягали у вбивствах, битвах, ув'язненнях і громадянських війнах».
Вчинок презумпції остаточно позбавив його імператорської прихильності в 358 році. Гробниця з тілом Костянтина I була під загрозою розпаду на шматки, і Македоній вирішив видалити їх. Питання зробили партійним. Православні називали святотатством «знищення прибічників нікейської віри», македоніани закликали до необхідності ремонту конструкції. Коли останки були перенесені до церкви мученика Акакія, схвильований народ зібрався в церкві та на церковному подвір'ї; сталася така страшна бійня, що це місце було наповнене кров'ю та забитими тілами. Гнів Констанція на Македонія був великий через вбивство, але ще більше через те, що він вилучив тіло, не порадившись з ним.
Коли Македоній виступив на соборі в Селевкії в 359 році, було вирішено, що, будучи під обвинуваченням, йому не варто залишатися (Socr. II. 40). Його супротивники, Акакій, Євдоксій та інші, пішли за ним до Константинополя і, скориставшись обуренням імператора, скинули його в 360 році через жорстокість і канонічні порушення. Македоній відійшов у передмістя міста і там помер.
Кажуть, що він виклав погляди, з якими пов'язане його ім'я, коли вийшов на пенсію. «Македоняни», його послідовники, не вірили в божественність Святого Духа.
Його вчення підтримали Елевсій та інші; і Македоній привніс у справу стільки завзяття, що її прихильники іноді були більш відомі як марафонці. Їх серйозні, аскетичні манери та приємне й переконливе красномовство забезпечили багато послідовників у Константинополі, а також у Фракії, Віфінії та Геллеспонтійських провінціях. За імператора Юліана вони були достатньо сильними, щоб оголосити на синоді в Зеле в Понті про своє відділення як від аріан, так і від православних. У 374 році папа Дамасій I і в 381 році на Першому Константинопольському соборі засудили їхні погляди, і вони поступово перестали існувати як самостійна секта.